# Autarkie

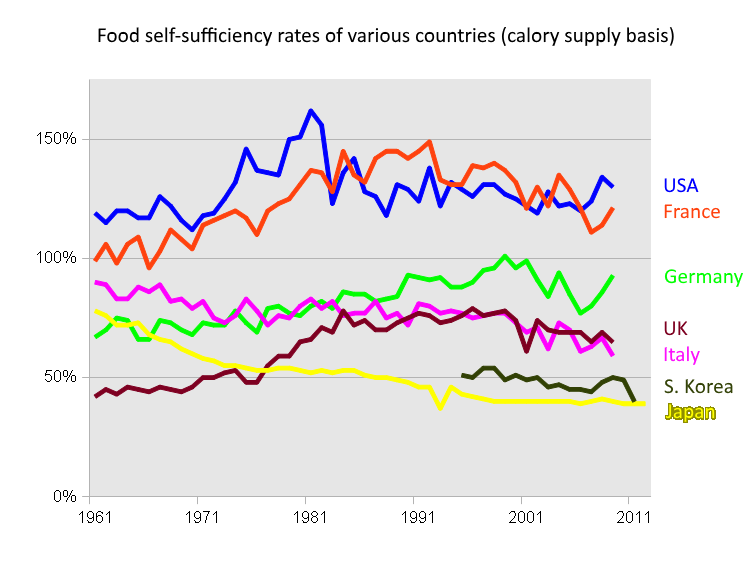
Vývoj potravinové soběstačnosti několika států

Autarkie (z řeckého autarkeiá – soběstačnost, nezávislost) je nezávislost lidského společenství na okolí. V antice šlo o ideál filosofických škol epikureismu, kynismu a stoicismu. Ve starověkém Řecku byla žádoucím stavem pro rodinnou domácnost (oikos), která si měla sama zajistit vše potřebné pro svou existenci a být tak co nejméně hospodářsky závislá na svém okolí. Jako politický ideál platila autarkie i pro stát (řeckou polis), který měl být pokud možno nezávislý na ostatních státech. Vedle autonomie šlo o další charakteristický rys řecké obce. Autarkie se neomezuje pouze na ekonomiku, jde o soběstačnost například i z hlediska obrany státu. V praxi ale šlo spíše o ideální cíl, jelikož řecké městské státy na sobě byly často v mnoha ohledech závislé, například na dovozu potravin nebo surovin.
V novověku na autarkii v západní Evropě do určité míry navazuje ekonomická teorie merkantilismu. Národní stát měl podle této doktríny usilovat o soběstačnost (potravinovou, energetickou nezávislost a s ní související energetickou bezpečnost) a aktivní obchodní bilanci, budovat silné hospodářství, shromažďovat bohatství (peníze a drahé kovy) a omezovat dovoz. Ve 20. století se autarkii pokoušely bez velkého úspěchu uplatňovat některé totalitní státy (Nacistické Německo, Hodžova Albánie, režim Rudých Khmerů v Kambodži). V Severní Koreji je soběstačnost (Čučche) součástí státní ideologie, ale země se neobejde bez pomoci ze zahraničí. Opakem autarkního systému v ekonomii je ekonomický liberalismus (globalizace), který podporuje volný obchod.
Podle FAO byla roku 2010 potravinově nejsoběstačnější Argentina (273 %) a nejméně Norsko (50 %). Se soběstačností souvisí i potravinová bezpečnost státu, která má zabránit hladovění. Roku 2016 bylo plánováno, že USA budou od roku 2021 energeticky soběstačné, přičemž potravinově soběstačné již jsou. Soběstačnosti lze totiž využít jako geopolitické zbraně.